# Хранителна промишленост в България
Хранителната промишленост е един от отраслите на промишлеността в България. В страната се произвеждат: месо и месни продукти; мляко и млечни продукти; плодове и зеленчуци; хлебни и сладкарски изделия; риба и други.
Хранително-вкусовата промишленост в страната обхваща приблизително 14% от индустриалното производство и създава около 14% от добавената стойност в индустрията. В отрасъла са заети около 80 хиляди души – 15% от работещите в преработващата промишленост. През 2013 г. предприятията от сектора осъществяват износ за 2,06 млрд. лева и реализират на вътрешния пазар продукция за 6,25 млрд. лв. Средномесечното възнаграждение в отрасъла през същата година е около 540 лв.
| Вид на млякото  | Количество, х1000 л. | Дял, % |
| --------------- | -------------------- | ------ |
| Краве           | 496 111              | 93,6   |
| Овче            | 24 218               | 4,6    |
| Козе            | 7037                 | 1,3    |
| Биволско и смес | 2534                 | 0,5    |
| Общо            | 529 900              | 100,0  |

| Видове и категории животни | Заклани, х1000 бр. | Живо тегло, т. | Кланично тегло, т. |
| -------------------------- | ------------------ | -------------- | ------------------ |
| Телета и млади говеда      | 95,3               | 22 701,7       | 11 335,1           |
| Други говеда               | 35,9               | 16 747,4       | 7771,5             |
| Общо говеда                | 131,2              | 39 449,1       | 19 106,6           |
| Прасета до 50 кг           | 11,8               | 354,2          | 212,6              |
| Угоени свине               | 1021,3             | 112 793,5      | 71 232,3           |
| Други свине                | 11,7               | 2309,7         | 1459,9             |
| Общо свине                 | 1044,8             | 115 457,4      | 72 904,8           |
| Агнета до 1 година         | 975,0              | 21 641,2       | 9852,8             |
| Други овце                 | 32,5               | 1662,5         | 746,4              |
| Общо овце                  | 1007,5             | 23 303,7       | 10 599,2           |
| Ярета до 1 година          | 219,8              | 4406,7         | 2089,3             |
| Други кози                 | 6,5                | 294,6          | 128,3              |
| Общо кози                  | 226,3              | 4701,3         | 2217,6             |
| Биволи и еднокопитни       | 1,8                | 545,0          | 259,7              |
| Общо                       | 2411,6             | 183 456,5      | 105 087,9          |

## История
Промишленото производство на хранителни стоки в България започва да се развива в края на XIX век. Първото по-голямо предприятие в тази сфера става създадената през 1897 година с белгийски капитали захарна фабрика на „Български захарни фабрики и рафинерии“ в София. През 1914 година е основана Захарна фабрика „Марица“ в Пловдив (днес Захарен комбинат „Пловдив“), а през 1927 година на основата на местна сладкарска работилница е изградена захарна фабрика и в Горна Оряховица (днес „Захарни заводи“). През 1901 година Велизар Пеев основава малка фабрика за шоколад в София, а през 1922 година още една в Своге (днес „Монделийз България Продакшън“).
През 1931 година в Орландовци е изградена млекопреработващата фабрика на братя Карапеткови, използваща съвременни западноевропейски технологии и произвеждаща широк асортимент от сирена. През 1936 година в Гара Кричим е създадена консервната фабрика „Витамина“, която след национализацията ѝ през 1948 година е обединена с десетина по-малки предприятия и през следващите десетилетия е сред най-големите консервни заводи в страната. През този период протича и процес на технологична модернизация и уедряване на винарските предприятия.
Следвайки съветския модел, комунистическият режим си поставя за цел да уедри производството на максимален кръг хранителни продукти. Първият голям завод за производство на хляб (днес „Хлебни изделия - Възраждане“) е създаден през 1949 година в София. В началото на 50-те години на 20. век е уедрено и разширено бутилирането на минерална вода, а през 1965 година, когато свързаното с Държавна сигурност предприятие „Тексим“ получава лиценз за производство на „Кока Кола“, е създадена и първата фабрика за безалкохолни напитки.